# Güldenstubbe (Adelsgeschlecht)

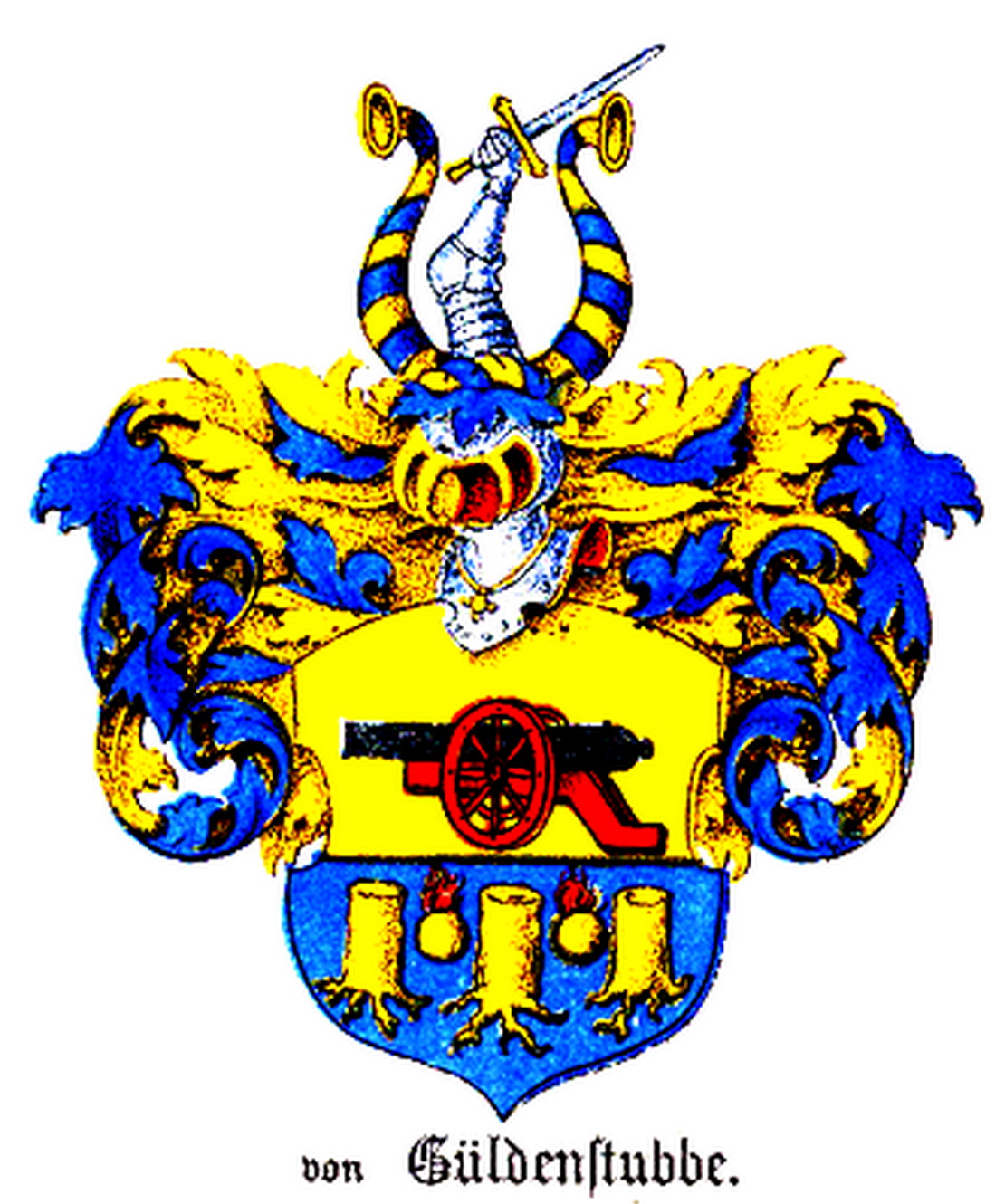
Familienwappen derer von Güldenstubbe (1882)

Güldenstubbe ist der Name eines alten baltisch-schwedischen Adelsgeschlechts, dessen Ursprung in Holstein oder Dänemark zu finden ist. Der aus der Familie Knutsen entstandene Adelszweig Gyldenstubbe stellte auf der baltischen Insel Ösel mehrere Landräte, einen Adelsmarschall, drei Landmarschalle sowie einen stellvertretenden Landmarschall. Sie festigten ihren Ritterstand auf Ösel durch den Erwerb mehrerer Gutshöfe und Landsitze. Später verzweigte sich das Geschlecht nach Russland und Deutschland, während einige Familienmitglieder im späteren Estland blieben.

## Geschichte
Die von Güldenstubbe sind ein Zweig der Familie Knutsen, deren Herkunftsland nicht präzise festgestellt werden konnte; es werden Dänemark und Holstein angegeben. Als erstes erscheint auf der baltischen Insel Ösel Peer Tage Knutsen (†20. November 1703) – mit den Schreibweisen Knutzen, Knutzon, Knudson und Knudsen – einem Proviant- und Rentmeister.
Sein ältester Sohn Peer Anton Knutsen (1671–1757) war zuerst Kornett und später Ökonomiekommissar, danach war er öselscher Landrat. Am 21. April 1708 wurde er vom schwedischen König Karl XII. (1682–1718), unter Veränderung seines Familiennamens in „Gyllenstubbe“, geadelt. Aus diesem Jahre stammt auch die Wappenbestätigung. Peer Anton, der den Familienstamm Güldenstubbe als Stammvater fortsetzte, schrieb sich selbst zunächst „Güllenstubbe“, seit den 30er Jahren des 18. Jahrhunderts heißen sie „Güldenstubbe“. Das Adelsdiplom erhielt die Familie erst am 3. Juli 1731 durch ein vom schwedischen König Friedrich (1676–1751) unterschriebenen Adelsbrief mit einem erweiterten Wappen. Der jüngere Bruder Peer Antons, Peer Tage (1698–1758) setzte den Stamm der Familie Knutsen fort, welcher mit seiner Enkelin Katharina Helena von Bock, geborene von Knutsen im Jahre 1858 erlosch.
Im Jahre 1909 erhielt die Familie Güldenstubbe das estländische Indigenat. Die Güldenstubbes waren im Besitz von Mäemöis einem sogenannten Beigut, welches 1791 von Carl Gustav von Güldenstubbe erworben und 1908 an die Bauern-Agrarbank verkauft wurde. Aus der Familie gingen mehrere Offiziere, Juristen und Verwaltungsbeamte hervor, die in der öselschen Ritterschaft und Landesregierung leitende Positionen bekleideten; des Weiteren stellten sie mehrere Präsidenten des Konsistoriums der Kirchenprovinz Ösel.

## Persönlichkeiten
- Johann Gustav von Güldenstubbe (1731–1780), Landmarschall von Ösel
- Carl Gustav von Güldenstubbe  (1739–1814), Landespolitiker und Adelsmarschall von Ösel
- Alexander Georg von Güldenstubbe (1786–1848), öselscher Landrat und Konsistorialpräsident[5]
- Karl Gustav von Güldenstubbe (1798–1867), stellvertretender Landmarschall, Landrat und Kirchenvorsteher
- Magnus Alexander Ludwig von Güldenstubbe (1801–1884), russischer General, Geheimer Staatsrat und Befehlshaber des Moskauer Militärbezirkes
- Karl Friedrich von Güldenstubbe (1816–1862), Landmarschall von Ösel
- Johann Ludwig von Güldenstubbe (1817–1873), Philosoph und Esoteriker
- Maximilian Reinhold Karl von Güldenstubbe (1850–1931), Richter am Landgericht und Dichter
- Erik Soder von Güldenstubbe (* 1948), Bistumshistoriker von Würzburg